# Adrien Backscheider
Adrien Backscheider (* 7. August 1992 in Metz) ist ein ehemaliger französischer Skilangläufer.

## Werdegang
Backscheider trat bis 2012 bei Juniorenrennen an. Dabei belegte er in der Saison 2011/12 den ersten Rang in der U20 Gesamtwertung des Alpencups. In der Saison 2012/13 startete er vorwiegend im Alpencup und belegte dabei den siebten Platz in der Gesamtwertung. Sein erstes Weltcuprennen lief er Mitte Januar 2013 in La Clusaz, welches er auf dem 35. Platz im 15-km-Massenstart beendete. Im März 2013 kam er mit dem dritten Platz im 30-km-Massenstartrennen in Campo Carlo Magno erstmals im Alpencup aufs Podest. Nach Platz 69 bei der Nordic Opening in Kuusamo zu Beginn der folgenden Saison, holte er in Davos mit dem 26. Rang über 30 km Freistil seine ersten Weltcuppunkte. Bei den U23-Weltmeisterschaften 2014 im Val di Fiemme gewann er Gold im Skiathlon. Er wurde 2014 französischer Meister im 15-km-Massenstartrennen. Bei den Olympischen Winterspielen 2014 in Sotschi belegte er den 43. Platz über 15 km klassisch. Zum Saisonende holte er im 30-km-Massenstartrennen in Rogla seinen ersten Alpencupsieg und belegte beim Weltcup-Finale in Falun den 18. Rang. Im Januar 2015 gewann er in Oberwiesenthal über 15 km Freistil erneut im Alpencup. Im folgenden Monat holte er bei den U23-Weltmeisterschaften 2015 in Almaty Bronze über 15 km Freistil und bei den Nordischen Skiweltmeisterschaften 2015 in Falun Bronze mit der Staffel und belegte im Skiathlon den 19. Rang. In der Saison 2015/16 kam er bei der Nordic Opening in Ruka auf den 49. Platz und bei der Tour de Ski 2016 auf den 34. Rang. Im März 2016 errang er beim Alpencup am Großer Arber den zweiten Platz im 30-km-Massenstartrennen. In der Saison 2016/17 belegte er den 60. Platz bei der Weltcup-Minitour in Lillehammer und den 34. Rang beim Weltcup-Finale in Québec. Im Alpencup errang er den 11. Platz in der Gesamtwertung. Dabei holte er in St. Ulrich am Pillersee seinen dritten Sieg und errang zudem zweimal den dritten Platz. Im Januar 2018 gewann er den Marathon de Bessans. Im folgenden Monat holte er bei den Olympischen Winterspielen in Pyeongchang die Bronzemedaille mit der Staffel und errang zudem den 17. Platz über 15 km Freistil.
In der Saison 2018/19 belegte Backscheider den 19. Platz beim Lillehammer Triple, den 25. Rang bei der Tour de Ski 2018/19 und den 23. Platz beim Weltcupfinale in Québec und errang zum Saisonende den 39. Platz im Gesamtweltcup. Anfang Februar 2019 siegte er beim König-Ludwig-Lauf über 50 km Freistil. Beim Saisonhöhepunkt, den Nordischen Skiweltmeisterschaften 2019 in Seefeld in Tirol, holte er die Bronzemedaille mit der Staffel. Zudem wurde er Neunter im 50-km-Massenstartrennen und Achter im Skiathlon. In der folgenden Saison errang er mit dem 49. Platz beim Ruka Triple und 19. Platz bei der Tour de Ski 2019/20, den 32. Platz im Gesamtweltcup. In Östersund erreichte er mit Platz sieben über 15 km Freistil seine erste Top-Zehn-Platzierung im Weltcupeinzel. Nach Platz 50 beim Ruka Triple zu Beginn der Saison 2020/21, siegte er im 20-km-Massenstartrennen beim Alpencup in Formazza und errang bei der Tour de Ski 2021 mit zwei Top-Zehn-Platzierungen den 13. Gesamtrang. Bei den Nordischen Skiweltmeisterschaften 2021 in Oberstdorf lief er auf den 22. Platz über 15 km Freistil. Im folgenden Jahr gewann er den Marathon de Bessans und errang bei den Olympischen Winterspielen in Peking den 34. Platz im 50-km-Massenstartrennen.

## Teilnahmen an Weltmeisterschaften und Olympischen Winterspielen

### Olympische Spiele
- 2014 Sotschi: 43. Platz 15 km klassisch
- 2018 Pyeongchang: 3. Platz Staffel, 17. Platz 15 km Freistil
- 2022 Peking: 34. Platz 50 km Freistil Massenstart

### Nordische Skiweltmeisterschaften
- 2015 Falun: 3. Platz Staffel, 19. Platz 30 km Skiathlon
- 2019 Seefeld in Tirol: 3. Platz Staffel, 8. Platz 30 km Skiathlon, 9. Platz 50 km Freistil Massenstart
- 2021 Oberstdorf: 22. Platz 15 km Freistil

## Erfolge

### Weltcup-Statistik
Die Tabelle zeigt die erreichten Platzierungen im Einzelnen.
- 1.–3. Platz: Anzahl der Podiumsplatzierungen
- Top 10: Anzahl der Platzierungen unter den ersten zehn
- Punkteränge: Anzahl der Platzierungen innerhalb der Punkteränge
- Starts: Anzahl gelaufener Rennen in der jeweiligen Disziplin
- Hinweis: Bei den Distanzrennen erfolgt die Einordnung gemäß FIS.

| Platzierung         | Distanzrennen a | Distanzrennen a | Distanzrennen a | Distanzrennen a | Distanzrennen a | Skiathlon Verfolgung | Sprint | Etappen- rennen b | Gesamt | Team   | Team    |
| Platzierung         | ≤ 5 km          | ≤ 10 km         | ≤ 15 km         | ≤ 30 km         | > 30 km         | Skiathlon Verfolgung | Sprint | Etappen- rennen b | Gesamt | Sprint | Staffel |
| ------------------- | --------------- | --------------- | --------------- | --------------- | --------------- | -------------------- | ------ | ----------------- | ------ | ------ | ------- |
| 1. Platz            |                 |                 |                 |                 |                 |                      |        |                   |        |        |         |
| 2. Platz            |                 |                 |                 |                 |                 |                      |        |                   |        |        |         |
| 3. Platz            |                 |                 |                 |                 |                 |                      |        |                   |        |        |         |
| Top 10              |                 | 1               | 1               |                 |                 | 1                    |        |                   | 3      |        | 3       |
| Punkteränge         |                 | 4               | 22              | 5               | 1               | 16                   | 2      | 6                 | 56     |        | 4       |
| Starts              | 1               | 7               | 46              | 7               | 2               | 30                   | 23     | 14                | 130    |        | 4       |
| Stand: Karriereende |                 |                 |                 |                 |                 |                      |        |                   |        |        |         |

### Weltcup-Gesamtplatzierungen
| Saison  | Gesamt | Gesamt | Distanz | Distanz | Sprint | Sprint |
| Saison  | Punkte | Platz  | Punkte  | Platz   | Punkte | Platz  |
| ------- | ------ | ------ | ------- | ------- | ------ | ------ |
| 2013/14 | 1      | 157.   | 1       | 95.     | -      | -      |
| 2014/15 | 44     | 97.    | 18      | 80.     | -      | -      |
| 2015/16 | 38     | 91.    | 38      | 53.     | -      | -      |
| 2016/17 | 4      | 161.   | 4       | 112.    | -      | -      |
| 2017/18 | 62     | 76.    | 62      | 44.     | -      | -      |
| 2018/19 | 190    | 39.    | 115     | 30.     | 11     | 67.    |
| 2019/20 | 218    | 32.    | 166     | 24.     | 4      | 84.    |
| 2020/21 | 182    | 36.    | 102     | 31.     | -      | -      |
| 2021/22 | 15     | 115.   | 15      | 66.     | -      | -      |

### Siege bei Continental-Cup-Rennen
| Nr. | Datum             | Ort                     | Disziplin                  | Serie    |
| --- | ----------------- | ----------------------- | -------------------------- | -------- |
| 1.  | 9. März 2014      | Rogla                   | 30 km Freistil Massenstart | Alpencup |
| 2.  | 10. Januar 2015   | Oberwiesenthal          | 15 km Freistil             | Alpencup |
| 3.  | 4. März 2017      | St. Ulrich am Pillersee | 15 km Freistil             | Alpencup |
| 4.  | 3. März 2018      | Cogne                   | 15 km klassisch            | Alpencup |
| 5.  | 4. März 2018      | Cogne                   | 15 km Freistil Verfolgung  | Alpencup |
| 6.  | 20. Dezember 2020 | Formazza                | 20 km Freistil Massenstart | Alpencup |

### Siege bei Skimarathon-Rennen
- 2018 Marathon de Bessans, 42 km Freistil
- 2019 König-Ludwig-Lauf, 50 km Freistil